# Kínai terülőboróka
A kínai terülőboróka (Juniperus × pfitzeriana) a fenyőalakúak (Pinales) rendjébe és a ciprusfélék (Cupressaceae) családjába tartozó hibridnövény, amely a kínai boróka (Juniperus chinensis) és a nehézszagú boróka (Juniperus sabina) keresztezéséből jött létre.

## Előfordulása
A kínai terülőboróka eredeti előfordulási területe, amint neve is utal rá, Kínából származik. Ennek az ázsiai országnak az északi és középső részein alakították ki. Manapság világszerte tartják kerti vagy parki dísznövényként.

## Képek

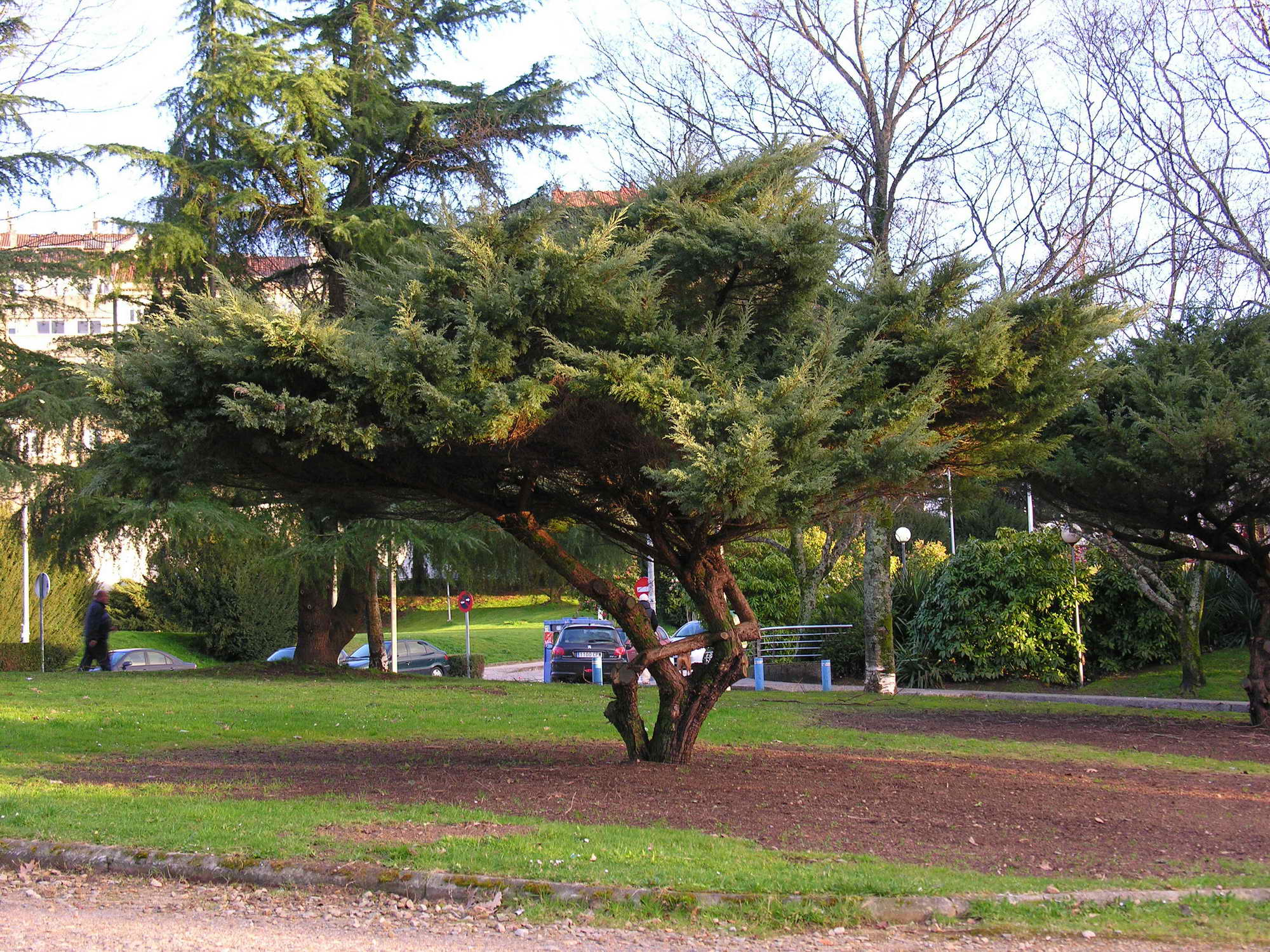
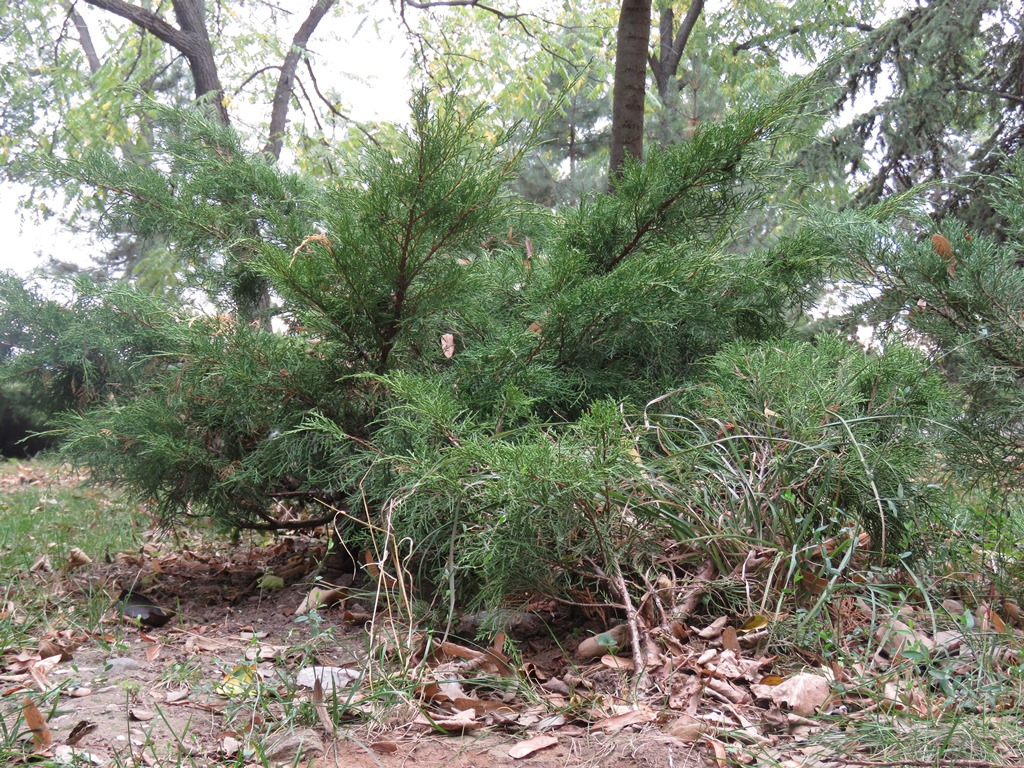
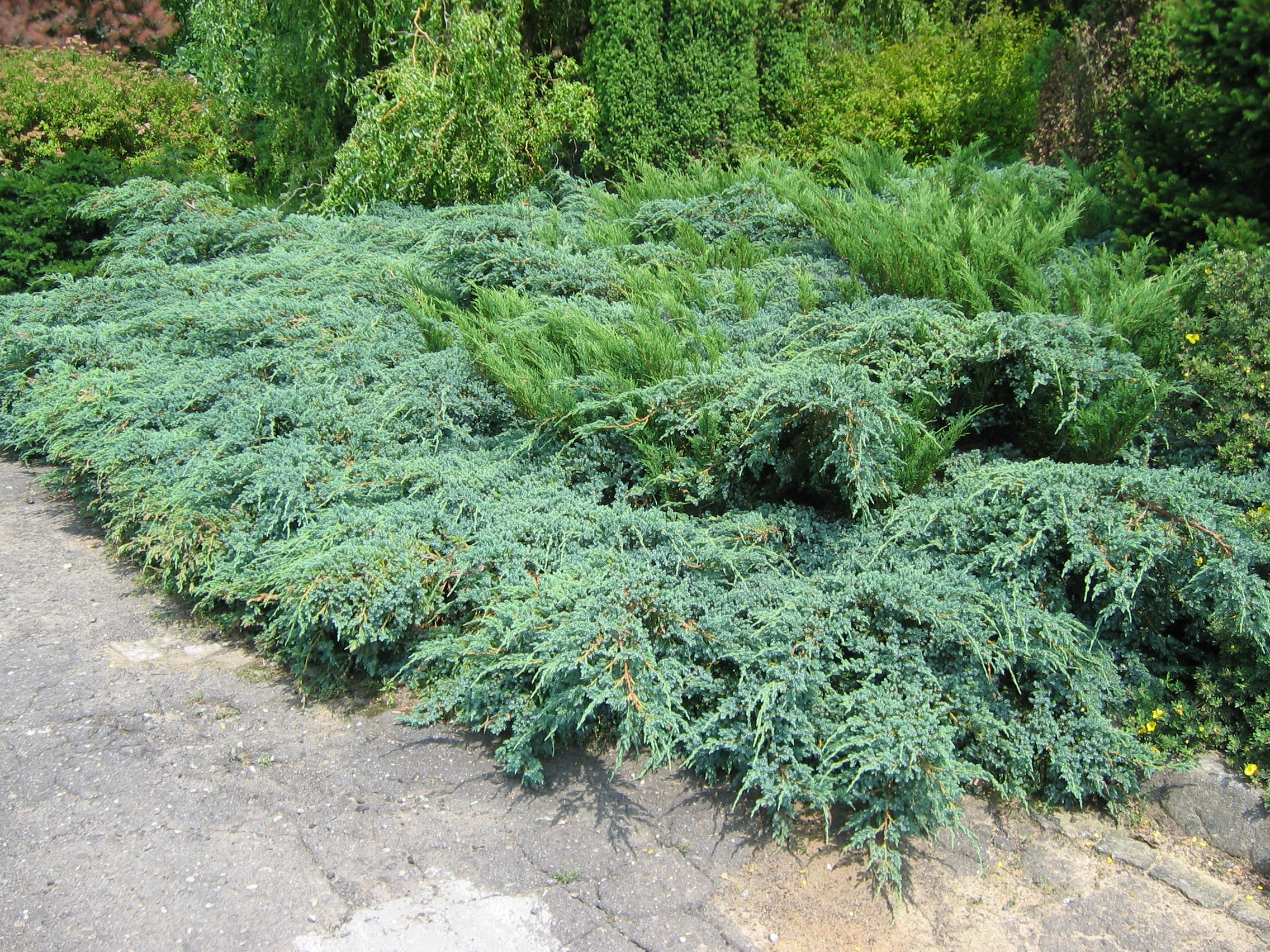
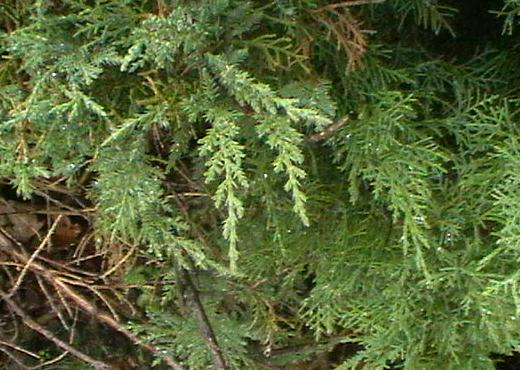
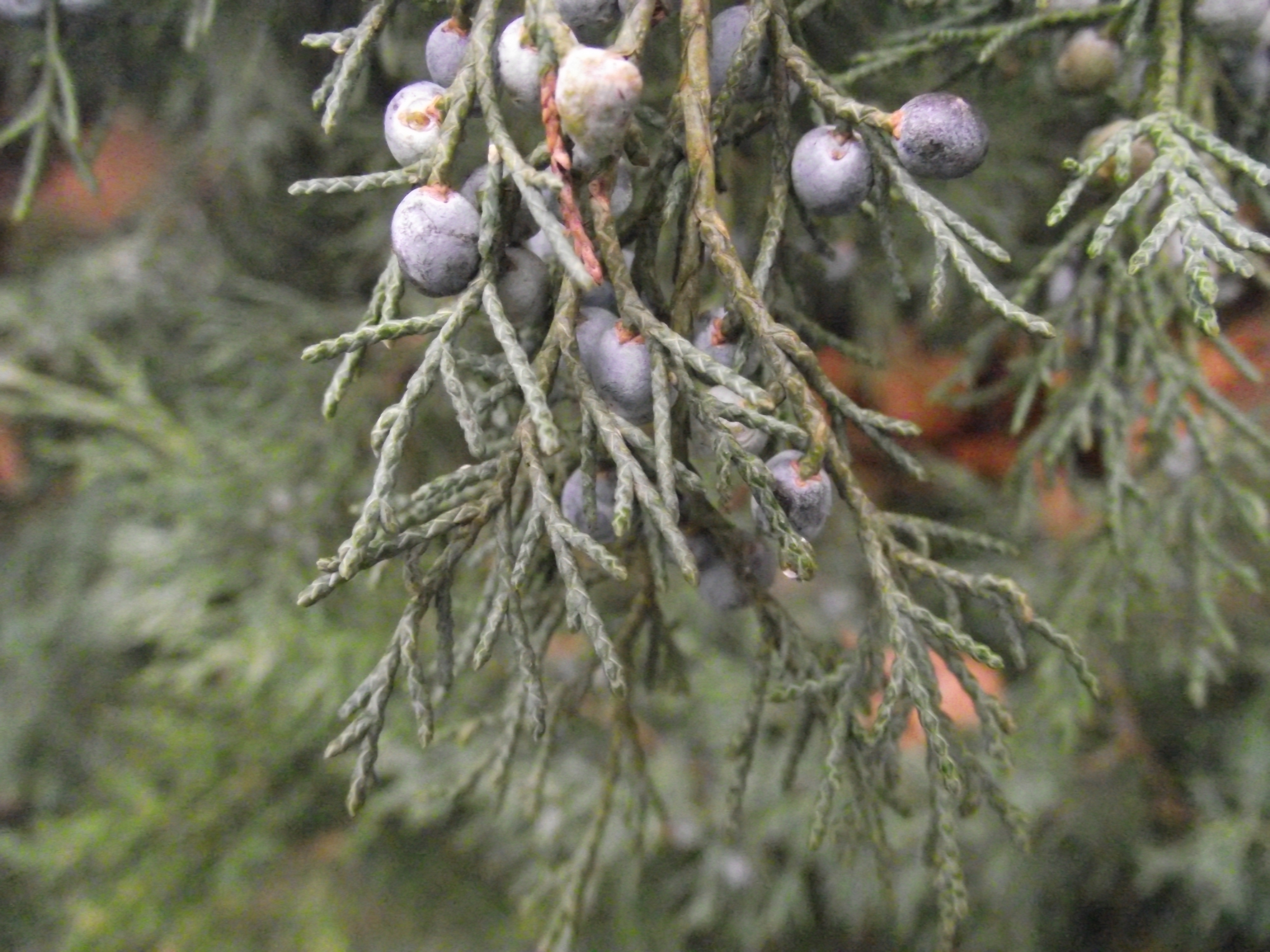